# Nagyvérkör
A nagyvérkör  érhálózata a szívet és a test szöveteit köti össze egymással. A vér a szív bal kamrájából indul ki, ahonnan az artériák, arteriolák és hajszálerek a szövetek felé viszik az oxigéndús vért, a venulák és vénák pedig a szövetekből összegyűjtik, majd a szív felé szállítják az elhasznált (széndioxiddús) vért, ami a jobb pitvarba tér vissza, onnan pedig átkerül a jobb kamrába, azaz a kisvérkör kiindulópontjába.
Nyugalmi állapotban a nagy vérkörön percenként mintegy 5 liter vér áramlik keresztül. A véráramlás fenntartásához 16 kPa nyomáskülönbség szükséges.

## A felszálló aorta és az aortaív
A bal kamrából egy mintegy 3 cm átmérőjű főverőér lép ki, a felszálló aorta (aorta ascendens). Ennek tövénél lép ki a három koszorúér (coronaria): a bal, a jobb és a körbefutó (circumflex), melyek a szívizom vérellátásáért felelősek. Az aorta szájadékánál található, ún. "zsebes" vagy "félholdas" (semilunaris) billentyűk megakadályozzák, hogy két összehúzódás közt a vér visszafolyjon a bal kamrába.
A felszálló aorta mindössze néhány centiméter hosszú, ezután az ér 180 fokos kanyart vesz balra; ez az aortaív (arcus aortae). Innen három fontos artéria lép ki:
- Baloldalt a bal kulcscsont alatti ér (a. subclavia), ami a bal felső végtag felé fut tovább.
- Középen a bal nyaki közös verőér (a. carotis communis sinistra), ami a nyakat és fejet látja el vérrel.
- Jobboldalt a kar-feji verőér (truncus brachiocephalicus), ami tovább ágazik a jobb kulcscsont alatti, és a jobb nyaki közös verőérre.

## A mellkasi aorta
Az aortaív után a főverőér a gerincoszlop mellett futva, lefelé folytatódik. Ezt a szakaszt, amely az aortaív és a rekeszizom között található, mellkasi aortának (aorta thoracalis) nevezzük. Az innen leágazó páros artériák a mellkasi szerveket látják el:
- A hörgőartériák (aa. bronchiales) a tüdőszövetet
- A nyelőcsőartériák (aa. oesophageales) a nyelőcsövet
- A bordaközti artériák (aa. intercostales) a bordaközi izmokat

## A hasi aorta
Az aorta tehát átfúrja a rekeszizmot; az itt kezdődő szakasz a hasi aorta (aorta abdominalis). A hasi aortából számos páros és páratlan artéria ágazik le, melyek a hasüreg szerveit látják el:
- A páros alsó rekeszartériák (aa. phrenica inferior) a rekeszizmot
- A páratlan a. coeliaca a supraperitoneális, azaz hashártya fölötti szerveket: a májat, a gyomrot, a lépet, a nyelőcső hasi szakaszát, a patkóbelet és a hasnyálmirigyet
- A páratlan a. mesenterica superior a vékonybelet és a vastagbelet a vakbéltől a lépalatti hajlatig
- A páros középső vese fölötti artériák (aa. suprarenalis media) a mellékveséket
- A páros veseartériák (aa. renalis) a veséket
- A páros aa. gonadalis nőkben a petefészkeket, férfiakban a heréket
- A páros ágyéki artériák (aa. lumbalis) a hasfalat és a gerincvelőt
- A páratlan a. mesenterica inferior a vastagbelet a lépalatti hajlattól a végbélig
- A páratlan középső keresztcsonti artéria (a. sacralis media) szintén a végbelet

## A csípőverőerek
A hasi aorta a medencecsont aljánál kettéágazik (bifurcatio) a két közös csípőartériára (aa. iliaca communalis). A közös csípőartériák tovább ágaznak külső és belső csípőartériára:
- A külső (externa) csípőartériák szállítják a vért az alsó végtagokba, legfontosabb águk a combverőér (a. femoralis)
- A belső (interna) csípőartériák a kismedencei szerveket látják el, mint például a húgyhólyag, a végbél, illetve nőkben a méh (uterus)

## A vénák
Mint fentebb említettük, az artériák tovább ágaznak arteriolákra, majd pedig hajszálerekre. A hajszálerek falán át megtörténik a gázcsere, illetve a tápanyagok leadása; innentől kezdve az erek feladata az elhasznált vér összegyűjtése és visszaszállítása a szívbe. A hajszálerek fokozatosan összetorkollnak, először venulákká, a venulák pedig visszerekké, azaz vénákká.
A vénák többnyire az artériák mellett futnak, így szinte minden főbb artériához tartozik egy ellentétes irányba tartó véna. A vénák végül két nagy gyűjtőérbe ömlenek:
- A hasüreg és az alsó végtagok vénái az alsó üres visszérbe (v. cava inferior)
- A mellüreg, a fej és a felső végtagok vénái a felső üres visszérbe (v. cava superior)

Az üres visszerek pedig egyenesen a szív jobb pitvarába szállítják a vért, ahol a nagy vérkör befejeződik.

## A portális keringés
A belek vénái nem azonnal térnek vissza az üres visszérbe. A bennük található vér még tele van a táplálékból felvett méreganyagokkal, melyeket előbb ki kell szűrni; ezt a feladatot látja el a májon áthaladó kapuvisszér (v. portae). Az artériákhoz hasonlóan ez is szétágazik hajszálerek ezreire, melyek behálózzák a máj szövetét: ezek a májvénák (vv. hepatica). A májsejtek innen felveszik és képességeikhez mérten lebontják vagy elraktározzák a különféle toxinokat, hogy az üres visszérbe már a lehető legtisztább vér kerüljön.